# L.Stadt (album)
L.Stadt – debiutancki album polskiego zespołu rockowego L.Stadt, wydany 29 lutego 2008. Na płycie słychać inspiracje nowymi brzmieniami, a także surową estetyką lat 60., m.in. The Beatles i The Velvet Underground. Album zawiera 12 kompozycji i 1 utwór bonusowy, wszystkie w języku angielskim oprócz numeru Londyn.

## Lista utworów
1. "March" - 2:58
2. "Loosing" - 2:24
3. "Fagot eyes" - 2:12
4. "Macca" - 3:18
5. "Stop" - 2:23
6. "Wait" - 2:46
7. "Londyn" - 3:55
8. "Velvet" - 3:45
9. "Gore" - 2:35
10. "Superstar" - 3:40
11. "Akademia" - 3:13
12. "Go now" - 2:50

Bonus: 
1. "13" - 2:14

## Twórcy
- Łukasz Lach - wokal, gitara, instrumenty klawiszowe
- Adam Lewartowski - gitara basowa
- Radosław Bolewski - bębny
- Andrzej Sieczkowski - perkusja
- Iza Lach - w utworze "Superstar"
- muzyka - Łukasz Lach i L.Stadt
- słowa - Łukasz Lach
- słowa Velvet - Iza Bartczak

## Wersja promocyjna
Ukazała się również wersja promocyjna płyty, nieprzeznaczona do sprzedaży. Zawierała ona pięć utworów do wyboru dla dziennikarzy:
1. "Velvet" - 3:47
2. "March" - 3:01
3. "Londyn" - 4:11
4. "Gore" - 2:43
5. "Go now" - 2:56